# Sektor prywatny
Sektor prywatny – ogół podmiotów gospodarki narodowej grupujący własność prywatną krajową (osób fizycznych i pozostałych jednostek prywatnych), własność zagraniczną (osób zagranicznych) oraz własność mieszaną z przewagą kapitału (mienia) podmiotów sektora prywatnego.
W przypadku równego udziału kapitału publicznego (50% stanowi łączny udział własności: Skarbu Państwa, państwowych osób prawnych, jednostek samorządu terytorialnego) i prywatnego (50% stanowi łączny udział własności: krajowych osób fizycznych, pozostałych krajowych jednostek prywatnych, osób zagranicznych) podmiot gospodarki narodowej jest zaliczany do sektora prywatnego.